# Queda do fascismo

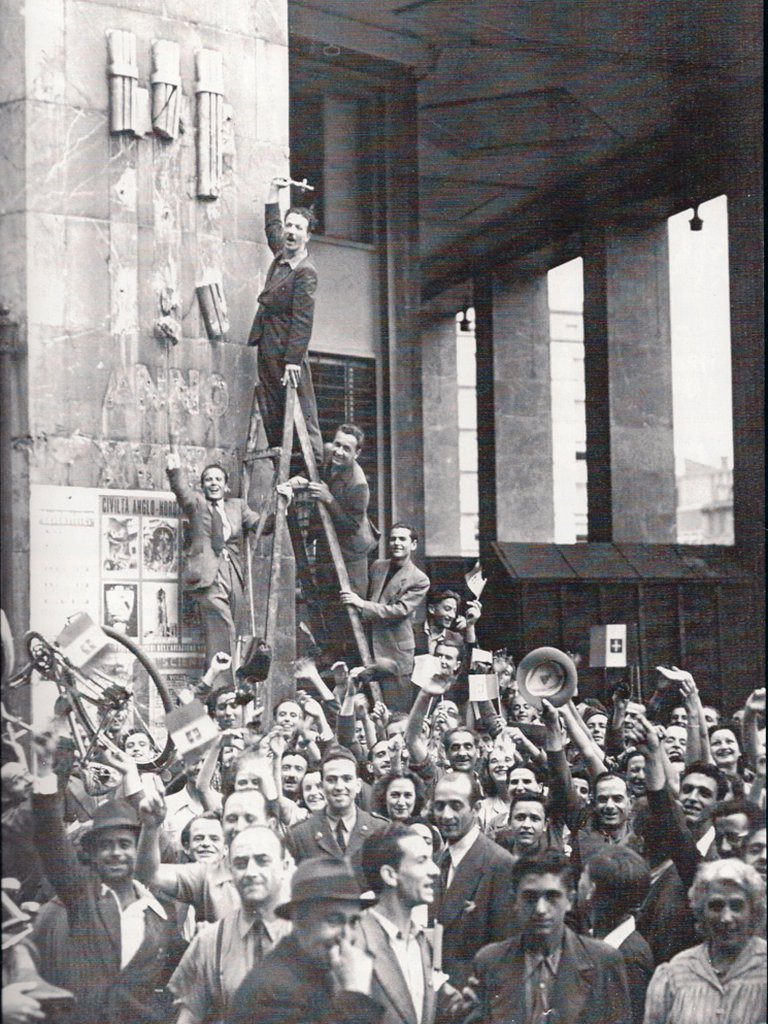
Destruição de símbolos fascistas em Milão após a queda de Mussolini, 1943

A Queda do fascismo refere-se a uma série de eventos ocorridos na Itália em 1943, que levaram à derrubada de Benito Mussolini. Mussolini seria preso e depois libertado pelos alemães, constituindo posteriormente a República Social Italiana. O regime fascista cairia definitivamente em 1945 com a queda da República Social Italiana.

## Contexto
A queda da frente africana em 1942 e a invasão aliada da África do Norte expôs a Itália à invasão por forças aliadas anglo-americanas. A derrota da Força Expedicionária Italiana (ARMIR) na Rússia, os intensos bombardeios aliados de cidades italianas, a falta de matéria-prima e a não satisfação das necessidades básicas desmoralizaram a população: era claro que a maioria do povo italiano queria o fim da guerra. A Itália precisava da ajuda alemã para manter o controle da Tunísia, o último reduto das potências do Eixo na África. De sua parte, Mussolini estava convencido de que a guerra seria resolvida na frente do Mediterrâneo e queria convencer Hitler a buscar uma paz separada com a União Soviética e mover o exército alemão para o sul. O pedido de defesa da Tunísia foi rejeitado porque os alemães não confiavam na vontade da Itália.
A tudo isso, acrescentou-se outro fator de incerteza, a saúde de Mussolini, que ficou deprimido e doente após o diagnóstico de gastrite e duodenite de origem nervosa, excluindo, com algumas dúvidas, a possibilidade de câncer. Devido às suas doenças, Mussolini foi forçado a ficar em casa, privando a Itália de uma liderança eficaz.
Diante da situação, grupos pertencentes a quatro círculos diferentes - a corte real, os antifascistas, os fascistas e o Estado-Maior das Forças Armadas - iniciaram a busca de uma saída.

## Eventos preliminares

### Primeiras tentativas

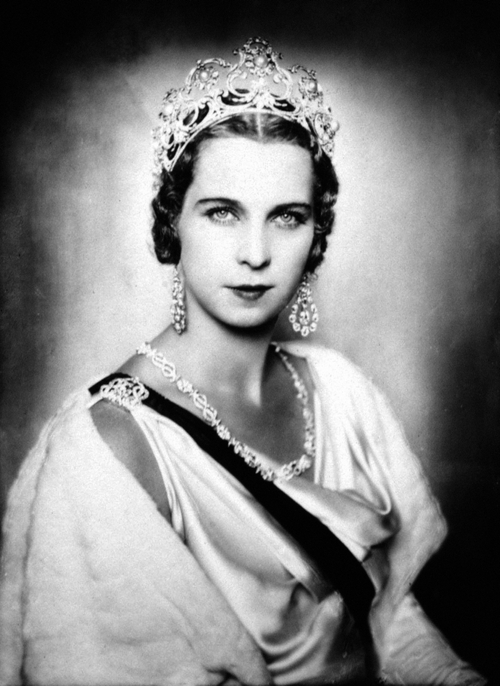
Maria José da Bélgica

Para os ingleses, Vítor Emanuel III era "um velho sem iniciativa, apavorado com a ideia de que o fim do fascismo abriria um período de anarquia incontrolável" e Humberto, filho único de Vítor Emanuel III, não conseguia agir apesar da pressão de sua esposa, Maria José, que era "o elemento mais enérgico do casal real". Maria José, membros da classe alta e políticos pertencentes à elite pré-fascista iniciaram planos independentes para estabelecer contato com os aliados. No entanto, os aliados, após a declaração de Casablanca, aceitariam apenas a rendição incondicional. Apesar da participação de Maria José, os anglo-americanos esperavam um movimento de personalidades de alto escalão, como o rei, e negligenciaram o contato com esses grupos.
Os partidos antifascistas, enfraquecidos pelos anos de ditadura, estavam em um estado embrionário. Todos, exceto os comunistas e republicanos do Partito d'Azione, aguardavam um sinal do rei, cuja inação foi motivada por seu caráter, escrúpulos constitucionais e o medo do fim da monarquia. O rei tinha um desprezo considerável pelos políticos pré-fascistas que ele ironicamente chamou de "aparições". Ele também não confiava naqueles que afirmavam que os anglo-americanos não buscariam vingança na Itália. Além disso, o rei manteve sua confiança em Mussolini e esperava que ele pudesse salvar a situação. Conseqüentemente, o rei se isolou daqueles que queriam saber suas intenções futuras, como o novo chefe do Estado-Maior General, General Vittorio Ambrosio, devotado ao rei e hostil aos alemães. Ambrósio estava convencido de que a guerra estava perdida para a Itália, mas nunca tomou a iniciativa de mudar a situação sem antes consultar o rei. Ambrosio, com a ajuda de Giuseppe Castellano e Giacomo Carboni, passou a ocupar vários cargos importantes nas forças armadas com oficiais consagrados ao rei. Ele também tentou recuperar o máximo possível de forças italianas no exterior, mas era difícil fazer isso sem levantar suspeitas na Alemanha.

### Reorganização fascista
Em 6 de fevereiro, Mussolini procedeu a uma reorganização governamental, quase todos os ministros foram substituídos, inclusive o genro de Mussolini, Galeazzo Ciano; Dino Grandi, Giuseppe Bottai, Guido Buffarini Guidi e Alessandro Pavolini. A situação ficou comprometida e o objetivo principal de apaziguar a opinião pública sobre o Partido falhou. Entre as novas nomeações estava o novo subsecretário de Relações Exteriores, Giuseppe Bastianini, que estava ciente da gravidade da situação. A estratégia de Bastianini era dupla, como Mussolini, primeiro para tentar uma paz separada entre a Alemanha e a URSS e, por outro lado, criar um bloco de nações balcânicas - Hungria, Romênia e Bulgária que eram aliados menores do Eixo - liderado pela Itália para contrabalançar o poder excessivo da Alemanha nazista na Europa.
Em abril, Mussolini tomou outras duas decisões importantes: em 14 de abril substituiu o chefe da polícia, Carmine Senise, um homem do rei, por Lorenzo Chierici; cinco dias depois, o jovem secretário do Partido, Aldo Vidussoni, foi substituído por Carlo Scorza. Senise foi acusado de incompetência pela forma como lidou com as greves em massa de março no norte da Itália.

### Perda da Tunísia

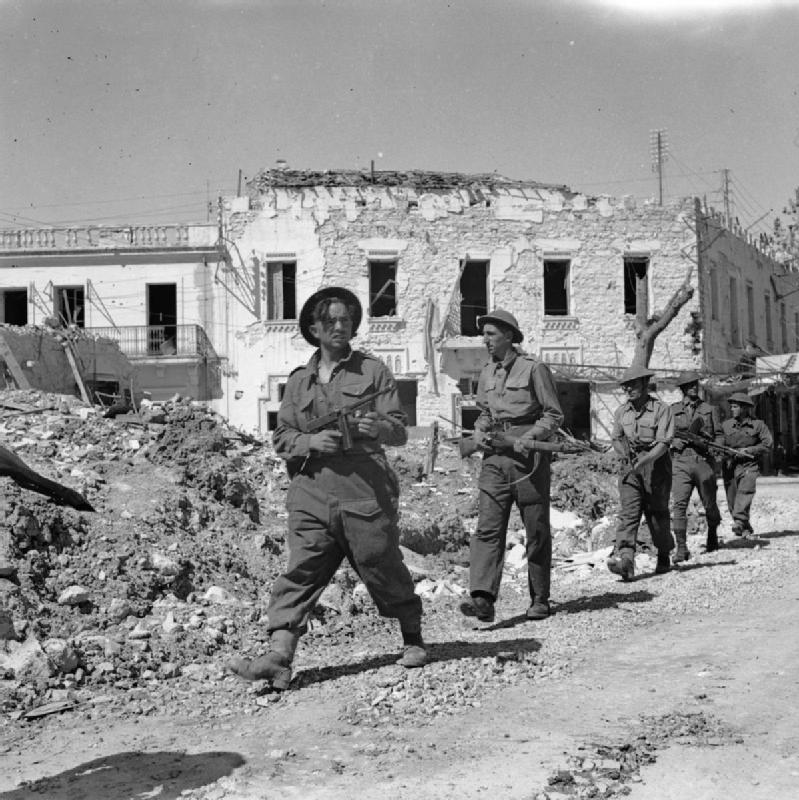
O Exército Britânico na Tunísia, 1943

A queda da Tunísia em 13 de maio de 1943 mudou radicalmente a situação estratégica. Era importante para a Alemanha controlar a Itália, que se tornara uma fortaleza externa do Reich porque era suscetível à invasão. Os alemães desenvolveram planos dedicados à ocupação da Itália e das áreas dos Bálcãs ocupadas pelo exército italiano a fim de tomar o controle da Itália e desarmar as forças italianas após seu esperado armistício com os Aliados. Os alemães queriam aumentar as forças terrestres na Itália, mas Ambrosio e Mussolini recusaram porque queriam preservar a independência da Itália, então pediram apenas aviões.
Em meados de maio, o rei considerou sair da guerra após ser persuadido pelo duque Pietro d'Acquarone, ministro da Casa Real, que se preocupava com o futuro da monarquia. A opinião pública italiana estava começando a se voltar contra a monarquia após a inação do rei. No final de maio, dois altos políticos da era pré-fascista, Ivanoe Bonomi e Marcello Soleri, foram recebidos por d'Acquarone e pelo General Paolo Puntoni. Nos dias 2 e 8 de junho, eles foram recebidos em audiência pelo rei, onde pressionaram pela prisão de Mussolini e pela nomeação de um governo militar, mas a inação do rei os deixou frustrados.
Em 11 de junho de 1943, os Aliados capturaram a ilha de Pantelleria, a primeira parte da Itália a ser perdida. Agora estava claro que o próximo movimento aliado seria a invasão da Sicília, Sardenha, Córsega ou Grécia. Mussolini, por sua vez, consideraria iniciar a socialização da economia.

### Invasão aliada da Sicília

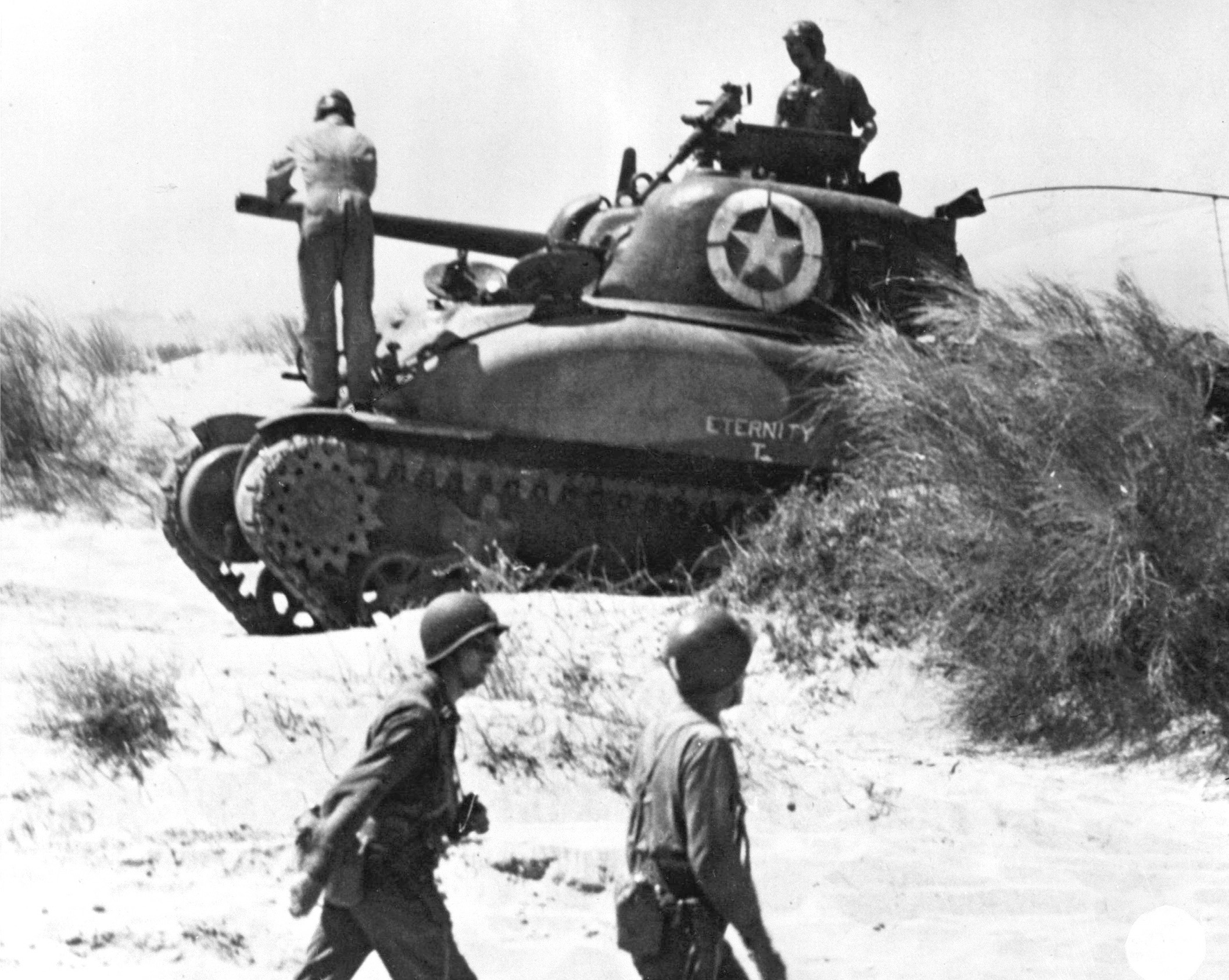
Um tanque americano Sherman desembarcando na Sicília em 10 de julho de 1943.

Em 19 de junho, o ministro da Comunicação, senador Vittorio Cini, um poderoso industrial italiano, confrontou Mussolini por encontrar um momento e uma saída para a guerra. Cini renunciou após a reunião. Pessoas próximas a Mussolini, incluindo agentes da OVRA, a polícia secreta fascista e os alemães diziam a ele que vários complôs estavam acontecendo. Mussolini nunca reagiu dizendo a todos que liam muitos romances policiais ou que estavam afetados pela mania de perseguição. Em 24 de junho, Mussolini fez seu último discurso como primeiro-ministro. Mussolini prometeu que a única parte da Itália que os anglo-americanos poderiam ocupar seria a costa. Ele se enganou em seu esforço de dizer que eles ocupariam apenas a Itália como cadáveres e usou um vocabulário incorreto. Para muitos, seu discurso era confuso e incoerente, provando que algo estava errado com Mussolini.
Em 30 de junho, Bonomi se encontrou com o príncipe herdeiro Humberto e propôs três generais - Ambrosio, General Pietro Badoglio e Enrico Caviglia - como possíveis sucessores de Mussolini. Em 4 de julho, Humberto recebeu Badoglio, que insinuou que a Coroa não se opunha mais a uma mudança de governo. No dia seguinte, Ambrosio propôs que o rei nomeasse Badoglio ou Caviglia para chefiar qualquer governo para substituir Mussolini. Caviglia era considerado velho demais para uma tarefa difícil, apesar de sua postura antifascista. Badoglio, que renunciou ao cargo de Chefe do Estado-Maior após a derrocada de 1941 na Grécia, tornou-se um ferrenho inimigo de Mussolini e queria vingança. Ele era amigo pessoal de d'Acquarone e ambos, como Caviglia, eram maçons. Uma colaboração entre os dois era inconcebível porque Caviglia odiava Badoglio.
Na noite de 10 de julho de 1943, os Aliados desembarcaram na Sicília. No início, parecia que os italianos poderiam defender a ilha, mas logo ficou claro que a Sicília estava perdida. Em 16 de julho, Giuseppe Bastianini foi ao Palazzo Venezia, sede do governo, mostrar a Mussolini um telegrama a ser enviado a Hitler, onde repreendeu os alemães por não enviarem reforços. Tendo recebido a aprovação de Mussolini, o contato com os aliados foi autorizado, desde que não o envolvessem pessoalmente. Naquela mesma noite, Bastianini cruzou o Tibre para se encontrar com o cardeal Luigi Maglione, secretário de Estado do Vaticano, que recebeu um documento que contemplava uma possível saída unilateral da Itália da guerra.

### A conspiração de Dino Grandi

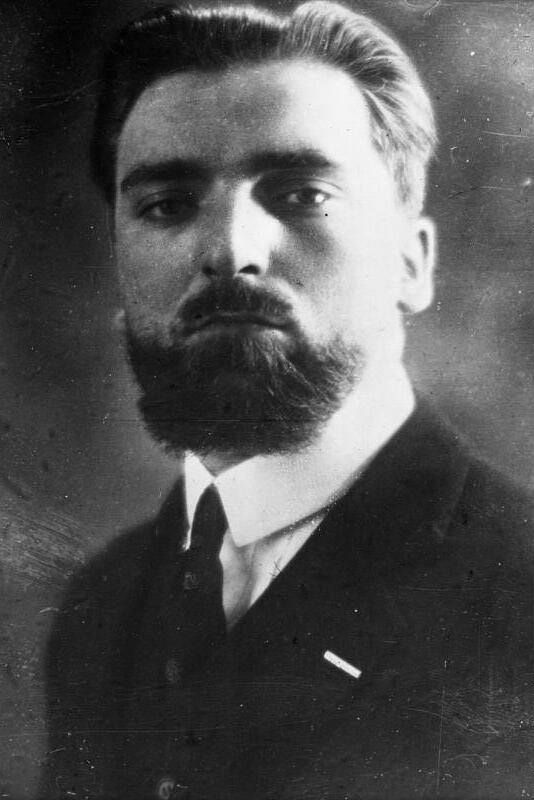
Dino Grandi

Em 4 de junho, o rei recebeu Dino Grandi, que ainda era presidente da Câmara do Fáscio e da Corporação, apesar de ter sido destituído do gabinete. Grandi foi um dos principais líderes fascistas, um gerarchi. Apesar de ser um colega próximo de Mussolini por mais de 20 anos, ele era mais um conservador de direita do que um fascista. Ele considerava o fascismo um fenômeno efêmero confinado à vida de Mussolini. Grandi costumava ser considerado o mais provável sucessor de Mussolini devido à sua experiência diplomática e sua posição como ferrenho inimigo da Alemanha com um grande círculo de amigos no establishment britânico. Durante seu último encontro com o rei antes de 25 de julho, Grandi delineou seu plano audacioso para eliminar Mussolini e atacar os alemães. Grandi comparou Vítor Emanuel III ao duque de Sabóia do século XVIII, Vítor Amadeus II, que passou por cima da aliança francesa e resgatou a dinastia. Tudo o que o rei precisava era de outro Pietro Micca - o soldado saboiano que se tornou um herói nacional por seu sacrifício na defesa de Turim em 1706 contra os franceses - e Grandi propôs esse papel. Vítor Emanuel III respondeu que ele era um monarca constitucional, então ele poderia se mover após uma votação no parlamento ou no Grande Conselho do Fascismo. O rei se recusou a fazer um movimento repentino que pudesse ser considerado uma traição, então ele pediu a Grandi para facilitar sua ação ativando o parlamento e o Grande Conselho. Grandi voltou para sua cidade natal, Bolonha, para aguardar novos desenvolvimentos sabendo que o rei finalmente estava ciente da situação, enquanto antecipava sua eventual inação.

## A crise

### Primeiros movimentos
Após a queda da Tunísia e Pantelleria, a maior parte da Itália acreditava que a guerra estava perdida. O desembarque na Sicília acelerou a crise e a falta de resistência chocou os fascistas que questionavam a falta de reação de Mussolini. Aqueles que olhavam para o rei ou Mussolini ficavam paralisados e era hora de a Itália encontrar uma instituição adequada para tomar medidas políticas.
Entre as quatro instituições estatais existentes, o Partido, a Câmara do Fáscio e da Corporação, o Senado e o Grande Conselho, apenas os dois últimos estavam aptos para a ação: o Senado porque ainda havia membros antifascistas ou pré-fascistas suficientes, e o Grande Conselho já que vários membros eram contra Mussolini. O único gerarca com um plano concreto para sair do impasse foi Dino Grandi. Sua ideia era depor Mussolini, deixar o rei governar um governo sem fascistas e, ao mesmo tempo, atacar o exército alemão na Itália. Isso proporcionaria a possibilidade de a Declaração de Casablanca ser mitigada no caso da Itália. O novo secretário do Partido, Carlo Scorza, também desenvolveu seu próprio plano. Como Roberto Farinacci, Scorza pensava que a única solução seria o "embalsamamento" político de Mussolini e a busca de uma guerra total. Farinacci atuou em estreita colaboração com os alemães, mas Scorza achava que o poder deveria ser assumido diretamente pelo Partido, que havia sido desacreditado nos últimos anos. Nos dias 13 e 16 de julho, vários fascistas liderados por Farinacci se reuniram na sede principal do Partido na Piazza Colonna e decidiram ir a Mussolini no Palazzo Venezia para solicitar a convocação do Grande Conselho. No final da reunião, Mussolini concordou em convocar a assembleia suprema do fascismo.
O grupo estava dividido: Farinacci e Scorza eram a favor de uma solução totalitária junto com a Alemanha, os outros eram a favor de devolver os poderes de guerra de emergência ao rei. Farinacci estava isolado e nenhum dos gerarchi moderados tinha influência política suficiente para tomar a iniciativa em tal situação. Em 15 de julho, o rei se encontrou com Badoglio, que havia declarado a seus amigos que organizaria um golpe com ou sem o rei, e o informou que ele seria o novo chefe de governo. O rei disse que era contra um governo político e Badoglio não deveria buscar um armistício na primeira fase.

### A reunião em Feltre

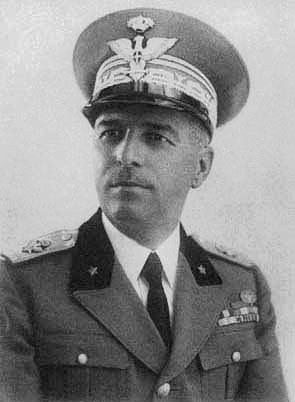
Vittorio Ambrosio

A queda da Sicília veio em questão de dias, e as forças armadas pareciam incapazes de resistir a uma invasão da Itália continental sem a ajuda alemã em massa. Mussolini escreveu a Hitler para solicitar uma reunião para discutir a situação na Itália, mas a carta nunca foi enviada do Führer, que recebeu relatórios diários sobre a Itália de seu embaixador no Vaticano e do agente de Himmler, Eugen Dollmann, e ficou preocupado. Devido à apatia de Duce e à catástrofe militar italiana em curso, eles pediram que ele se encontrasse o mais rápido possível.
A reunião teve lugar no dia 19 de julho na villa do senador Achille Gaggia em Feltre. Mussolini, Bastianini e Ambrosio encontraram-se com Hitler e os generais do OKW para discutir a situação e as possíveis contra-medidas. A delegação alemã incluía vários generais, mas nem Göring nem Ribbentrop estavam presentes porque os alemães estavam se concentrando nos aspectos militares da situação. Ambrosio preparou-se cuidadosamente para o encontro, dizendo a Mussolini que seu dever era sair da guerra nos próximos 15 dias.
Os alemães haviam perdido a fé nos italianos e só estavam interessados em ocupar o norte e o centro da Itália, deixando o exército italiano sozinho para defender o país dos aliados. Eles também propuseram que o comando supremo do Eixo na península fosse assumido por um general alemão, como Erwin Rommel. Hitler começou a reunião culpando os italianos por seu fraco desempenho militar e pedindo medidas draconianas. A reunião foi interrompida por um assessor italiano que disse a Mussolini que os Aliados estavam bombardeando fortemente Roma pela primeira vez. Ambrosio e Bastianini pressionaram o Duce a dizer a Hitler que uma solução política para a guerra era necessária para a Itália, mas Mussolini disse que havia sido atormentado durante meses pelo dilema de deixar a aliança ou continuar a guerra. Mussolini lutou para superar a sensação de inferioridade que sentia na presença de Hitler e para falar francamente com seu colega alemão. Finalmente, Mussolini interrompeu a reunião, que estava programada para durar 3 dias, para grande consternação de Hitler. As delegações voltaram a Belluno de trem e depois de saudar Hitler à tarde, Mussolini voou de volta a Roma em seu avião pessoal, onde pôde ver os bairros orientais da cidade ainda em chamas.
Grandi decidiu agir por falta de ação. Naquela mesma noite de 19 de julho, ele deixou Bolonha com um primeiro esboço de sua Ordem do Dia (OdG) para ser apresentado ao Grande Conselho. Ele conseguiu chegar a Roma apenas um dia depois e na manhã do dia 21 encontrou Scorza, que lhe disse que Mussolini havia decidido convocar o Grande Conselho. Chegou finalmente o "gioco grosso", o grande jogo que Grandi esperava.

### Ações paralelas

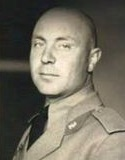
Carlo Scorza

Depois do fracasso da reunião de Feltre e do primeiro bombardeio de Roma, a crise se acelerou. No dia seguinte a Feltre, 20 de julho, Mussolini encontrou Ambrosio duas vezes. Durante a segunda reunião, o Duce disse-lhe que ele decidira escrever a Hitler, confessando a necessidade de a Itália abandonar a aliança. Ambrosio ainda estava furioso com a oportunidade perdida de fazer isso em Feltre e ofereceu sua renúncia ao Duce, que a rejeitou. Mussolini agora era inútil para Ambrosio. Portanto, Ambrosio decidiu dar início ao golpe de estado.
Ao mesmo tempo, Grandi e Luigi Federzoni, seu aliado próximo e líder nacionalista italiano, estavam tentando estimar quantos dos 27 membros do Grande Conselho votariam em seu documento. Concluíram que dos 27 membros, 4 eram a favor, 7 contra e 16 indecisos. Grandi não pôde revelar a seus colegas as reais consequências da aprovação de seu OdG: a demissão de Mussolini, o fim do Partido Fascista e a guerra contra a Alemanha. Apenas alguns gerarchi tiveram a inteligência política necessária para compreendê-lo. O restante ainda tinha esperança de que o Duce, que havia tomado suas decisões nos últimos 21 anos, pudesse mais uma vez produzir um milagre. Consequentemente, Grandi decidiu escrever seu OdG de uma forma vaga e deixá-lo aberto para interpretação. O OdG foi dividido em três partes. Tudo começou com um longo apelo retórico à nação e às Forças Armadas, elogiando-os por sua resistência aos invasores. Na segunda parte, o documento pedia a restauração das instituições e leis pré-fascistas. O final do documento era um apelo ao rei; ele deve assumir o poder civil e militar supremo de acordo com o artigo 5 da constituição do reino. Grandi acreditava que a aprovação do OdG seria o sinal que o rei esperava. Em 21 de julho, Mussolini ordenou que Scorza convocasse o Grande Conselho, e ele enviou o convite um dia depois. Grandi foi a Scorza e explicou seu OdG no mesmo dia, que concordou em apoiá-lo. Scorza pediu a Grandi uma cópia de seu documento, e ele encontrou Mussolini e mostrou-lhe o OdG no dia seguinte. O Duce chamou de um documento "não admissível e covarde". Depois, Scorza preparou secretamente outro OdG, semelhante ao de Grandi, mas que pedia a concentração do poder no Partido Fascista.
Em 22 de julho, o rei se encontrou com Mussolini para pedir-lhe um relatório sobre o resultado do encontro em Feltre. Segundo Badoglio, Mussolini prometeu ao rei que retiraria a Itália da guerra antes de 15 de setembro. O atraso de dois meses pode ser explicado pelo fato de Bastianini ter iniciado contato com os aliados que precisariam de tempo para continuar, e Mussolini precisou de tempo para justificar a si mesmo e à Itália para o mundo por sua traição. Segundo Badoglio, o rei concordou com Mussolini, por isso o Duce não estava preocupado com o resultado da reunião do Grande Conselho. Um golpe estava fadado ao fracasso sem a ajuda do rei. No final da reunião, Mussolini estava convencido de que o rei estaria ao seu lado e Vítor Emanuel III ficou desapontado quando lhe disse em vão que deveria renunciar. O rei foi forçado a considerar seriamente o golpe, pois sabia que Bastianini estava tentando contatar os Aliados enquanto Farinacci, o linha-dura fascista, organizava um golpe para depor a ele e a Mussolini e colocar a Itália sob controle alemão direto. A verdadeira decisão foi tomada após saber que o Grande Conselho havia aprovado OdG de Grandi.
Às 17h30 desse mesmo dia, Grandi foi ao Palazzo Venezia com o motivo oficial de apresentar a Mussolini um novo livro sobre a participação italiana no comitê de não intervenção na Espanha. A reunião estava programada para durar 15 minutos, mas durou até 18h45. O Chefe de Polícia, Chierici, e o Feldmarschall Albert Kesselring esperavam ser recebidos pelo Duce. Mussolini mais tarde negou ter conversado com Grandi sobre o OdG, mas era evidente que Grandi explicou as consequências de seu OdG para ele e deu-lhe a oportunidade de salvar a face e renunciar antes da votação. Nesse caso, a reunião do Grande Conselho teria sido supérflua. Mussolini ouviu Grandi explicar a necessidade de renunciar para evitar uma catástrofe, mas no final Mussolini o repreendeu dizendo que suas conclusões estavam erradas, já que a Alemanha estava prestes a produzir uma arma secreta decisiva.

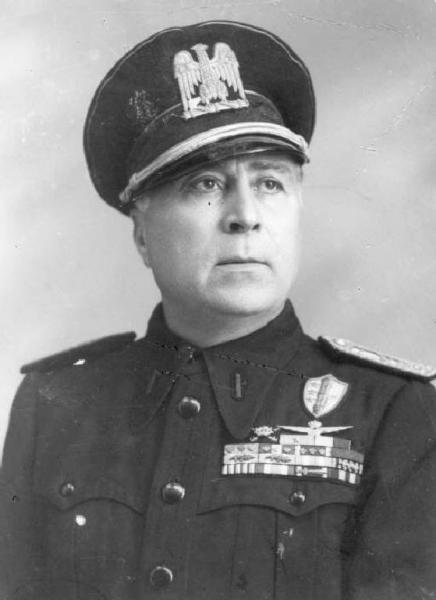
Roberto Farinacci

Em 23 de julho, Mussolini aceitou a renúncia de Cini, que deveria ser um sinal para seus oponentes. Ao mesmo tempo, Grandi, Federzoni, De Marsico, Bottai e Ciano modificaram o OdG eliminando a introdução interpretativa que explicava as funções do Grande Conselho. Isso mostrou que a assembleia tinha o poder constitucional de destituir Mussolini. Segundo os constitucionalistas, o Leis Fascistíssimas de dezembro de 1925 feriu a Constituição, mas não a quebrou. Devido a essas leis, o Duce governou o país em nome do rei, que sempre foi a fonte do poder executivo. Se o Grande Conselho, que era a ponte entre o fascismo e o Estado, aprovasse um voto de censura contra o ditador, o rei teria o direito de destituí-lo e nomear seu sucessor. Ciano conhecia OdG de Bottai, e Grandi relutava em aceitá-lo por ser genro de Mussolini e conhecido por seu caráter superficial e inconstante. No entanto, Ciano insistiu, sem saber que esta decisão o causaria a morte seis meses depois, em Verona. Depois disso, Grandi fez Farinacci visitar seu escritório no parlamento para mostrar a ele seu OdG. Farinacci disse a Grandi que aceitava a primeira parte do documento, mas que não concordava com o resto: os poderes militares deveriam ser entregues aos alemães e a Itália deveria começar a travar a guerra livrando-se de Mussolini e dos generais. Farinacci pediu a ele uma cópia de seu OdG e, como Scorza, usou-o para produzir outro OdG de sua autoria. No tempo que faltava para a reunião, Grandi contatou outros participantes para pedir-lhes que aderissem à sua ação.

## Eventos de 24 a 25 de julho de 1943

### A noite do Grande Conselho

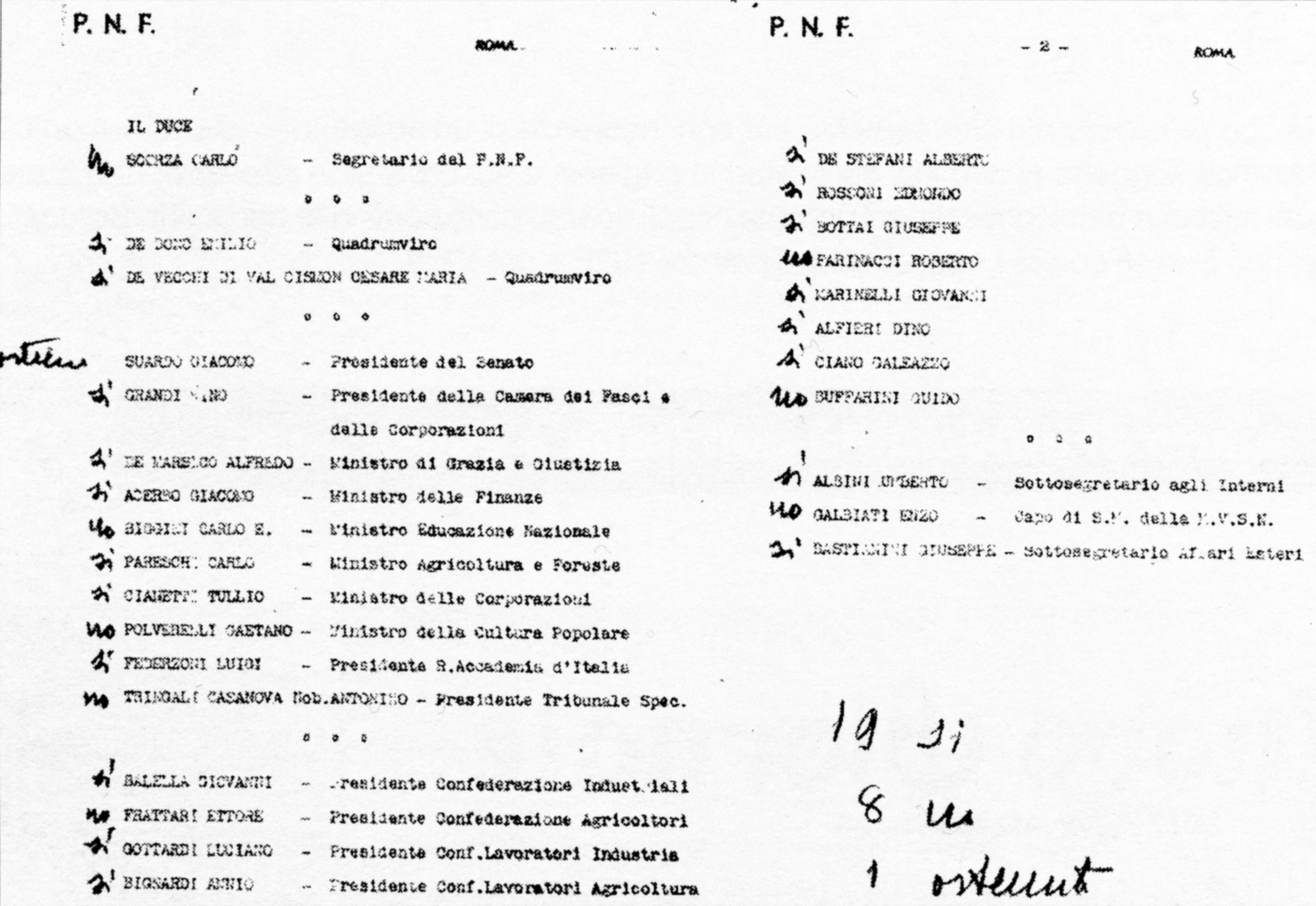
O resultado oficial da votação do OdG de Grandi

Às 17h do dia 24 de julho de 1943, os membros do Grande Conselho se reuniram no Palazzo Venezia. Pela primeira vez na história do Grande Conselho, nem os guarda-costas de Mussolini, conhecidos como os Mosqueteiros de Duce, nem um destacamento dos batalhões "M" estavam presentes no palácio. As camisas negras, totalmente armadas, ocupavam o pátio, a escada e a antecâmara. Mussolini não queria uma estenógrafa, então nenhuma ata da reunião foi tirada. Grandi trouxe consigo duas granadas de mão escondidas, além de revisar seu testamento e se confessar antes da reunião, pois sentia que não poderia deixar o palácio com vida. Mussolini iniciou a reunião resumindo a história do comando supremo, tentando mostrar que a atribuição a ele havia sido patrocinada por Badoglio. Ele resumiu os eventos da guerra dos meses anteriores, dizendo que estava pronto para transferir o governo para o Vale do Pó. Concluiu pedindo aos participantes que opinassem sobre o que chamou de "il dilemma": a escolha entre a guerra e a paz. O Duce sabia que muitos estavam indecisos e esperava que ele pudesse convencê-los a votar no OdG de Scorza. Após a apresentação de Mussolini, De Bono falou e foi seguido por Farinacci e De Vecchi.
Grandi continuaria depois e explicou seu documento concluindo seu discurso com a citação de Mussolini: "Que pereçam todas as facções para que a Nação viva". A proposta de Grandi dizia:
O Grande Conselho do Fascismo,

reunidos nestas horas de máxima prova, dirige todos os seus pensamentos aos heróicos lutadores de cada corpo que, junto ao povo siciliano em que brilha a fé inequívoca do povo italiano, renovando as nobres tradições da árdua coragem e do indomável espírito de sacrifício de nossas gloriosas Forças Armadas, tendo examinado a situação interna e internacional e a liderança política e militar da guerra,
proclama
o dever sagrado de todos os italianos de defender a todo custo a unidade, a independência e a liberdade da pátria, frutos do sacrifício e do esforço de quatro gerações desde o Risorgimento até o presente, a vida e o futuro do povo italiano;
afirma
a necessidade de unidade moral e material de todos os italianos nesta hora séria e decisiva para o destino da nação;
declara
que para isso é necessário o restabelecimento imediato de todas as funções do Estado, atribuindo à Coroa, ao Grande Conselho, ao governo, ao Parlamento e aos grupos corporativos os deveres e responsabilidades estabelecidos por nossas leis estatutárias e constitucionais;
convida

ao governo para implorar a Sua Majestade o Rei, a quem se dirige o coração leal e confiante de toda a nação, que assuma o comando efetivo das Forças Armadas de terra, mar e ar para a honra e salvação da Pátria, em virtude do artigo 5º da Constituição, iniciativa suprema que lhe foi atribuída pelas nossas instituições e que sempre foi ao longo da história da nossa nação o glorioso legado da nossa augusta Casa de Sabóia.
Farinacci explicou então que suas críticas eram opostas às de Grandi. Enquanto Grandi afirmava que Mussolini traiu a constituição, a verdadeira vítima da traição foi o fascismo. Farinacci disse que para vencer a guerra é preciso aniquilar os democratas e liberais presentes no Partido, bem como os generais. Ele queria devolver o comando supremo das forças armadas ao rei e unificar a direção da guerra com a Alemanha, pela qual o Partido seria fortalecido. No final de seu discurso, ele leu sua proposta de OdG. Após algumas intervenções, Ciano resumiu a história da aliança com os alemães e declarou que os italianos não eram os traidores, mas os traídos. Às 23h30, o Duce anunciou que, devido à duração da reunião, alguns colegas solicitaram o adiamento para o dia seguinte. Nesse ponto, Grandi pediu uma votação sobre seu OdG, dizendo que era uma vergonha ir dormir quando os soldados italianos estavam morrendo por sua terra natal. Mussolini concordou com relutância e à meia-noite a reunião foi suspensa por dez minutos. Enquanto isso, Grandi coletou assinaturas para seu OdG.
Após alguns momentos, Mussolini disse aos participantes para refletirem sobre sua decisão, já que a aprovação do OdG implicaria no fim do fascismo. Ele também alertou contra a ilusão de que os anglo-americanos iriam se conter, enquanto o que eles realmente queriam era o fim da Itália. Disse que não era sobre ele, mas tinha certeza de que a guerra poderia ser vencida, que tinha uma "chave" para alcançá-la, mas que não poderia revelar e que não estava disposto a permitir que o rei cortasse sua garganta. Se o rei reconfirmasse sua confiança nele, as consequências para os partidários do OdG de Grandi seriam terríveis. Ao final de seu discurso, muitos gerarchi ficaram visivelmente chocados. Grandi disse que Mussolini estava chantageando a todos e se houvesse uma escolha entre lealdade a ele e lealdade à pátria, a escolha era clara. Neste ponto, Scorza apresentou seu próprio OdG. Isso propunha a nomeação dos três ministros da Guerra e do Interior, todos sob Mussolini, e a concentração do poder nas mãos do Partido.
Seu discurso feriu as esperanças de Mussolini de derrotar Grandi, já que o Partido estava desacreditado entre quase todos os fascistas de alto escalão. Ao final da intervenção de Scorza, Giacomo Suardo anunciou que estava retirando sua assinatura do OdG de Grandi e propôs a unificação dos três documentos. Ciano disse a Farinacci para retirar seu OdG e pedir a Grandi que mesclasse seus dois documentos, mas Farinacci recusou. Bottai disse que votar em Grandi se tornou uma questão de honra. Após novas intervenções e nove horas de discussão, Mussolini declarou encerrada a reunião às duas da manhã e ordenou que Scorza procedesse à votação. Eles votaram primeiro no OdG de Grandi. No final, o OdG de Grandi obteve 19 votos a favor (Tullio Cianetti escreveria a Mussolini mais tarde dizendo que estava retirando seu voto) e 8 contra. Mussolini declarou o documento aprovado e perguntou quem deveria levar o resultado ao rei. Grandi respondeu: "Você". Mussolini concluiu: "Você causou a crise do regime". Depois disso, Scorza tentou chamar o "saluto al duce", mas Mussolini o impediu.
Enquanto todos os gerarchi deixavam o palácio, Mussolini ficou com Scorza para discutir o valor legal do OdG. Eles concluíram que era apenas uma "recomendação" ao rei. Scorza sugeriu a Mussolini que aceitasse OdG de Grandi, mas ele recusou. Scorza o acompanharia até Villa Torlonia, onde Rachele Guidi estava. Antes disso, Mussolini telefonou para Clara Petacci. Durante a conversa, ele disse a ela desesperadamente:
Chegamos ao epílogo, o maior marco da história ... A estrela escureceu ... Agora tudo acabou.

### Prisão de Mussolini

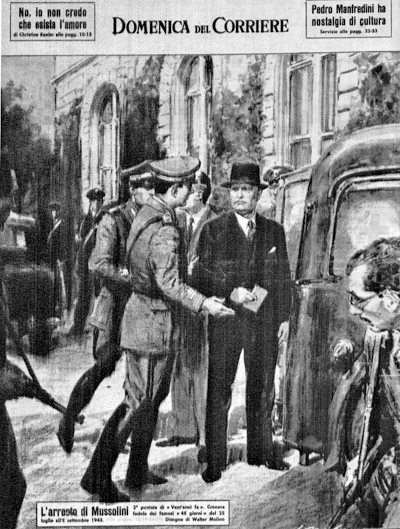
A prisão de Mussolini após seu encontro com o rei, retratada no jornal "La Domenica del Corriere"

Grandi encontrou-se com d'Acquarone para lhe dar uma das cópias do OdG. Às 7:00, d'Acquarone apresentou-se ao rei. O rei chamou Badoglio e disse-lhe que ele seria o sucessor de Mussolini. Mussolini contatou a casa real para solicitar uma audiência com o rei para relatar o encontro da noite anterior. Isso perturbou o rei, que havia decidido prender Mussolini naquele dia. O rei disse-lhe que o receberia às 17:00. O capitão Paolo Vigneri foi encarregado de realizar a prisão. Ele foi chamado com seu colega, o capitão Raffaele Aversa, por volta das 14h do dia 25 de julho, por Giovanni Frignani, que explorou alguns métodos para executar o mandado de prisão contra Mussolini. Vignieri foi instruído a completar a missão a qualquer custo e recebeu três sargentos dos Carabinieri (Bertuzzi, Gianfriglia e Zenon) que tiveram permissão para usar armas se necessário.
Enquanto isso, Mussolini se encontraria com o embaixador japonês, Shinrokurō Hidaka, que havia esperado três semanas por uma audiência de cortesia. Hidaka ouviu Mussolini solicitar que o primeiro-ministro japonês, general Hideki Tōjō, contatasse Hitler e o convencesse a chegar a um acordo com Stalin, caso contrário, a Itália seria vista saindo da aliança. À tarde, Mussolini visitou o bairro de San Lorenzo para observar os danos do bombardeio. De volta a Villa Torlonia, sua esposa disse a Mussolini: "Você não vai voltar" e ele respondeu que o rei era seu melhor amigo.
Às 17 horas, Mussolini chegou à Villa Savoia onde o rei o esperava. Ele tinha uma cópia da lei do Grande Conselho, do OdG de Grandi e da carta de Cianetti. O Duce tentou convencer o rei de que o OdG não tinha valor legal e que muitos de seus apoiadores haviam mudado de ideia. O rei disse-lhe que o país estava devastado e que a situação o obrigou a abandonar o cargo. Mussolini temia por seu futuro, mas o rei garantiu-lhe que zelaria pessoalmente por sua segurança e a de sua família. Em seguida, acompanhou-o até a porta onde estava o capitão Vigneri. Mussolini foi até o carro, mas Vigneri disse-lhe para ir a uma ambulância próxima para sua segurança. Mussolini disse que não era necessário, mas o seguiu até a ambulância. A ambulância saiu de cena e atravessou Roma até chegar ao quartel "Podgora" antes de ser finalmente transferida para o quartel "Legnano".
O Duce recebeu uma carta de Badoglio naquela mesma noite explicando a necessidade de sua custódia e perguntando para onde ele gostaria de ser levado. Mussolini pediu para ir para sua residência de verão na Romagna e escreveu a Badoglio que estava pronto para ajudá-lo. A transferência para a residência de verão não era uma opção e ele foi transferido alguns dias depois para a ilha de Ponza. Mais tarde ele seria levado para a ilha de La Maddalena e finalmente para Campo Imperatore no Gran Sasso. Enquanto isso, o novo chefe de polícia, Carmine Senise, nomeado às 17h30 por d'Acquarone, ordenou a prisão de todos os gerarchi presentes na capital. As trocas telefônicas seriam bloqueadas e o rei se encontraria com Badoglio. Às 18 horas, o secretário do Partido, Scorza, esperava se encontrar com Mussolini, mas quando viu que ele não viria, dirigiu-se à sede dos Carabinieri. Lá ele foi preso, mas liberado após prometer que ele e o Partido seriam leais ao novo governo. O comandante-em-chefe da camisas negras (MVSN), Enzo Galbiati, aconselhou Mussolini a prender aqueles que votaram no OdG de Grandi, mas ele recusou. Ao saber da prisão, ele ordenou que seus homens não causassem quaisquer incidentes. Galbiati foi imediatamente substituído por Quirino Armellini e preso dias depois. O MVSN foi integrado ao Exército Real Italiano e seria dissolvido.

Às 22h45, os italianos ouvem no rádio a voz do locutor oficial, Giambattista Arista (apelidado de "voce littoria"), anunciando que Mussolini havia renunciado e que Badoglio era o novo primeiro-ministro:
Sua Majestade o Rei e Imperador aceitou a renúncia do cargo de Chefe de Governo, Primeiro Ministro e Secretário de Estado Sua Excelência il Cavaliere Benito Mussolini, e nomeou como Chefe de Governo, Primeiro Ministro e Secretário de Estado o Marechal da Itália, Pietro Badoglio.

## De 1943 a 1945

### Os "quarenta e seis dias"

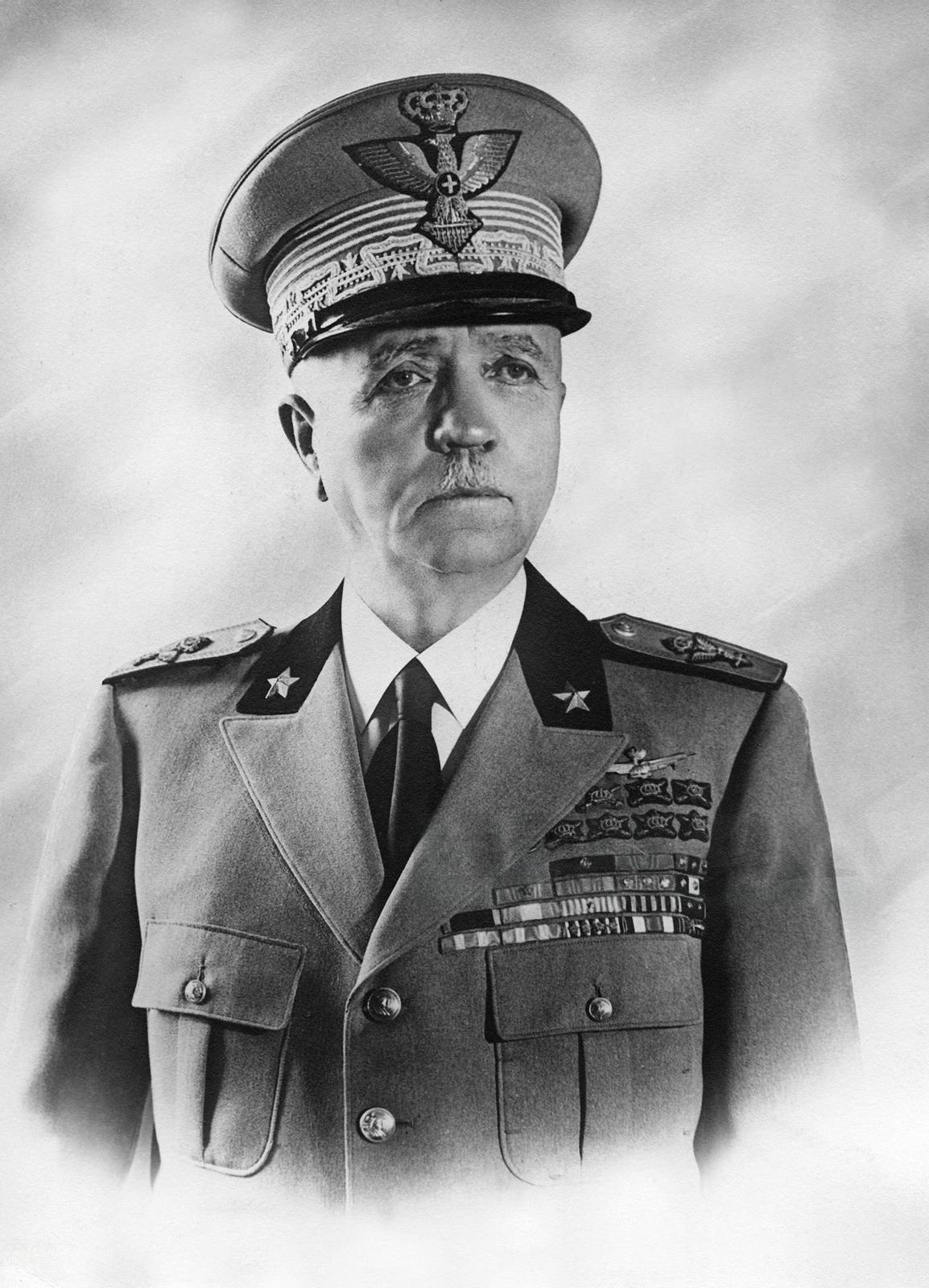
Pietro Badoglio

Depois de permitir a celebração da população, o estado de sítio e o toque de recolher foram proclamados em 26 de julho. No dia 27 foi realizado o primeiro conselho de ministros de Badoglio. Nesta reunião, é acordado dissolver o Partido Nacional Fascista, o Grande Conselho, a Câmara do Fáscio e da Corporação e o Tribunal Especial para a Defesa do Estado. A reconstituição de todos os partidos políticos também foi proibida. Apesar da proibição, representantes dos partidos políticos se reuniram em Milão e em 27 de julho em Roma sob a liderança de Ivanoe Bonomi. Eles se encontraram novamente em 2 de agosto. Membros da Democracia Cristã, do Partido Liberal Italiano, do Partido Socialista Italiano, do Partito d'Azione e do Partido Comunista Italiano começaram a organizar uma ação comum contra o governo. Ao mesmo tempo, várias manifestações contra Badoglio deixaram 83 mortos e várias centenas de feridos em todo o país.
Grandi convocou os embaixadores da Espanha e da Suíça, ansiosos por obter um relato em primeira mão, a seu gabinete com o único pedido de que seu relato fosse publicado na imprensa, já que ele não queria deixar que a contribuição fascista na queda de Mussolini fosse perder. Após a publicação do encontro na imprensa suíça, ele se encontrou com d'Acquarone, com quem teve uma discussão. Grandi mais tarde se encontraria com o rei, Badoglio e o Papa Pio XII, propondo que o enviassem secretamente a Madrid, onde se encontraria com Samuel Hoare, embaixador britânico na Espanha, para discutir a rendição da Itália. Os alemães foram informados de sua visita ao Papa Pio XII e a Gestapo o estava rastreando. Em 31 de julho, ele se encontrou com o novo ministro das Relações Exteriores, Guariglia, mas Guariglia não teve pressa em mandá-lo a Madri.
O governo não tentou estabelecer contato com os anglo-americanos ou defender o país da invasão alemã. Guariglia também foi embaixador na Turquia e perdeu tempo esperando seu retorno de Ancara. O rei delegaria a ação política a d'Acquarone e Badoglio. A última frase do comunicado de 25 de julho ("A guerra continua. A Itália bate forte em suas províncias invadidas, em suas cidades destruídas, mantém sua palavra, guardiã zelosa de suas antigas tradições") embora não tenha enganado Hitler, intrigou os aliados. 
Em 3 de setembro, o Armistício de Cassibile foi assinado entre Walter Bedell Smith e Giuseppe Castellano e posteriormente tornado público em 8 de setembro. A política de Badoglio era ambígua e levaria, em 8 de setembro, ao colapso das forças armadas, a fuga da família real e do governo (embora a princesa María José tenha ficado tentada a se juntar à Resistência italiana), a libertação de Mussolini com o estabelecimento da República Social Italiana e o início da Guerra Civil Italiana.

### República Social Italiana

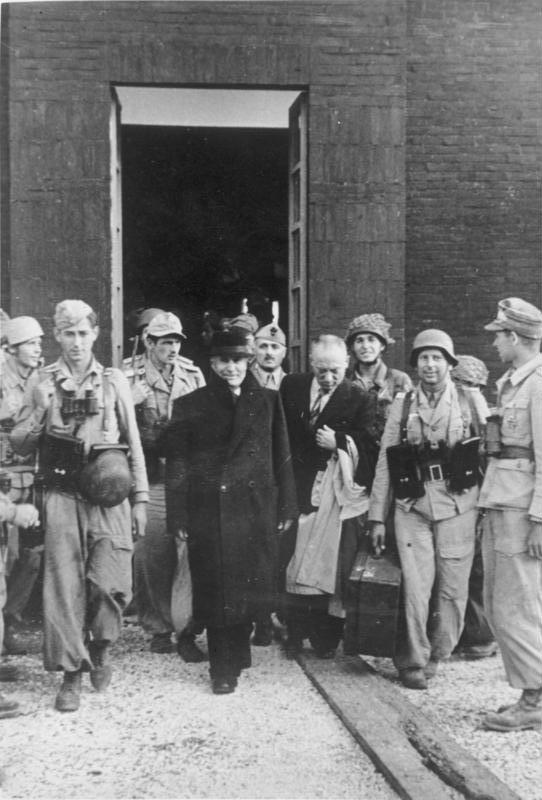
Mussolini saindo do Hotel Campo Imperatore no Gran Sasso

Os alemães receberam a notícia da prisão de Mussolini por volta das 19h30 e informaram Berlim imediatamente. Hitler ficaria furioso e instruiu Otto Skorzeny, um ex-agente do Serviço Secreto e comandante da SS, a fazer uma busca para descobrir a localização do Duce. Skorzeny descobre que Mussolini estava em Ponza, mas enquanto desenvolvia um plano para libertá-lo, Mussolini foi transferido para a ilha de La Maddalena. Skorzeny descobriria sobre a nova localização, no entanto, os novos planos desenvolvidos seriam interrompidos com a transferência de Mussolini para o Gran Sasso. A Operação Carvalho se desenvolveria resultando na libertação de Mussolini que pensava em fugir de carro. No entanto, um avião veio buscá-lo e, junto com Skorzeny, ele partiu para Viena, onde se reuniu com sua família. Ele então se encontraria com Hitler e seria acordado reviver o fascismo na Itália ocupada pelos alemães. Mussolini considerou a ideia de chamar sua nova república de "República Socialista Italiana". Em 13 de setembro de 1943, o Partido Republicano Fascista seria estabelecido como o sucessor do Partido Nacional Fascista.
Em 18 de setembro, Mussolini anunciou a formação do República Social Italiana (RSI). A RSI foi proclamada em 23 de setembro, com Mussolini como chefe de estado e primeiro-ministro.  Em 14 de novembro de 1943, o Manifesto de Verona foi aprovado e nele se materializou a ideia da socialização da economia.
Mussolini concebeu a República Social Italiana como uma "Itália sem Mussolini" que "a restauração monárquica e capitalista" não poderia reverter devido ao processo de socialização da economia que pretendia legar "uma economia socializada à Itália do pós-guerra". O processo de socialização seria visto com preocupação pelos industriais, tanto italianos quanto alemães, e considerado uma farsa por parte dos trabalhadores.

### Guerra Civil
Nos dias que se seguiram ao armistício, os dois lados da guerra civil começaram a se formar, os partigiani e os fascistas, ambos convencidos de que representavam legitimamente a Itália. Muitos pegaram em armas escolhendo um lado com base nas circunstâncias. Diante do colapso do Estado, não havia mais a possibilidade de se referir a uma autoridade, mas apenas aos próprios valores.
A Resistência Italiana é formada para se opor ao fascismo representado na República Social Italiana e às tropas de ocupação nazistas instaladas na Itália. Entre os membros da Resistência estavam católicos, comunistas, liberais, socialistas entre outros. Os partidos mais importantes da Resistência constituíram o Comitê de Libertação Nacional.
A Resistência realizaria numerosos atos de sabotagem e ataques à retaguarda. Em 10 de setembro de 1943, por ordem de Hitler, a Itália tornou-se o território das operações militares alemãs. Nas duas áreas de fronteira, altos comissários foram nomeados recebendo ordens diretas de Hitler.  Em 1944, seriam criadas temporariamente as Repubbliche partigiane nas zonas libertadas pelos partigiani. 

## Eventos finais

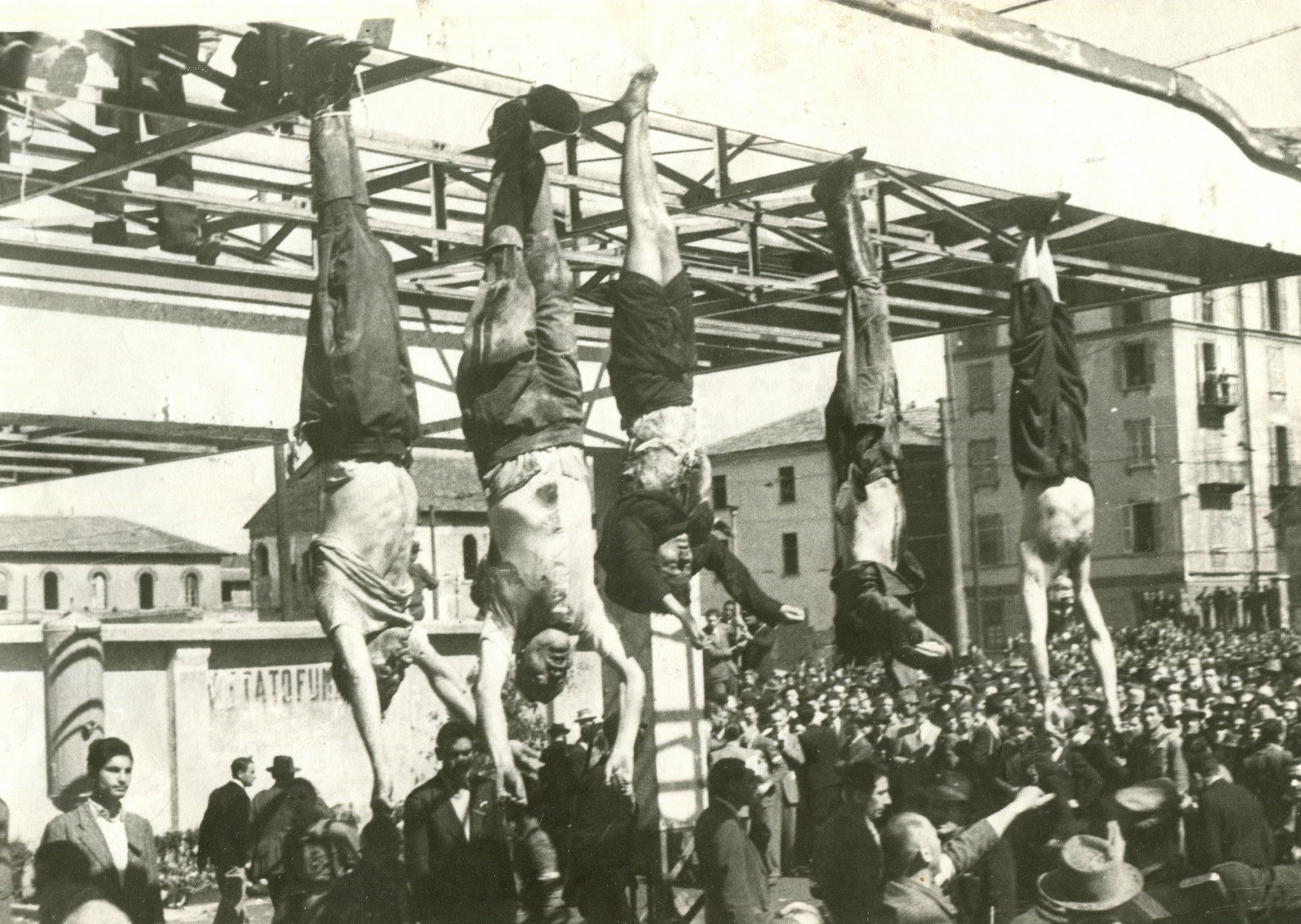
O corpo de Mussolini (segundo a partir da esquerda) próximo a Petacci (no meio) e outros fascistas na Piazzale Loreto, Milão, 1945

Como parte das negociações secretas, que faziam parte da Operação Sunrise, entre Karl Wolff, General das SS, e o agente americano Allen Dulles, em 20 de abril de 1945, o General Heinrich von Vietinghoff ordenou que o 10º e 14º Exército recuassem para a Alemanha. Com a subsequente Ofensiva da Primavera, os anglo-americanos, tendo rompido a linha gótica, não encontraram obstáculos em seu caminho para o rio Pó. Mussolini estava praticamente privado da possibilidade de administrar o pouco poder que lhe restava no norte da Itália. Nesse mesmo dia, Mussolini é entrevistado pelo jornalista Gian Gaetano Cabella. Essa entrevista seria a última que ele daria. Mussolini afirmou que “se os acontecimentos da guerra tivessem sido a favor do Eixo, ele teria proposto a socialização mundial ao Führer”. No dia 23 de abril, faria seu último discurso, concluindo que: “se a pátria está perdida, não adianta viver”. Em 23 de abril, as tropas aliadas entraram em Parma, no dia seguinte Gênova foi libertada. 
Em 25 de abril, Mussolini deixaria a cidade de Milão. Até ao último momento, Alessandro Pavolini tentou convencê-lo a juntar-se aos homens presentes em Valtellina para uma última resistência simbólica no Ridotto Alpino Repubblicano, local onde deveria ser organizada a defesa final da República Social Italiana. Mussolini seria capturado e executado em 28 de abril. Seu corpo seria transferido para Milão, onde seria exposto na Piazzale Loreto. No dia seguinte, 29 de abril, aconteceria a rendição de Caserta, marcando a derrota final das forças nazi-fascistas. Em seu testamento, Mussolini consideraria que:
Entre as principais causas da queda do fascismo, culpo a luta surda e implacável de certos grupos financeiros e industriais que, em seu egoísmo louco, temiam e odiavam o fascismo como o pior inimigo de seus interesses desumanos. Devo dizer, por uma questão de justiça, que o capital italiano, parte que é legítima e se sustenta com a capacidade de sua indústria, sempre compreendeu as necessidades da sociedade, mesmo quando exigia sacrifícios para atender às novas condições de trabalho.
Após a derrota do Eixo e a abdicação de Vítor Emanuel III em 1946, Maria José e Humberto II se tornariam reis da Itália, mas seu reinado seria de curta duração devido ao plesbicito em que o povo italiano optou pela república em substituição à monarquia.